# King Edward Point
King Edward Point – brytyjska stacja polarna i garnizon wojskowy zlokalizowane na 54°17'S i 36°30°W na zachodnim brzegu Cumberland East Bay na Georgii Południowej. Uważane jest za stolicę brytyjskiego terytorium zależnego Georgia Południowa i Sandwich Południowy. Oficjalnie terytorium to nie ma stolicy – gubernator rezyduje w Stanley na Falklandach. Jednak w imieniu gubernatora na wyspie władzę sprawuje szef bazy, z tego powodu uznaje się King Edward Point za faktyczną stolicę terytorium.
King Edward Point czasami mylone jest z Grytviken. Jednak Grytviken jest obecnie miastem-muzeum całkowicie opuszczonym, a King Edward Point znajduje się w odległości kilkuset metrów, jako osobne osiedle.